# Monokryształ

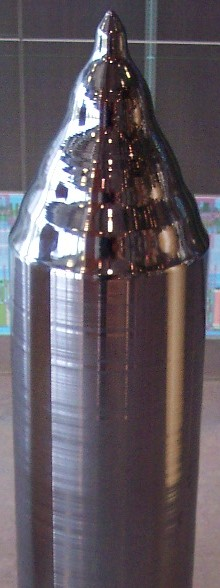
Monokryształ krzemu wytworzony metodą Czochralskiego

Monokryształ – materiał będący w całości jednym kryształem (na przykład cukru, soli, półprzewodnika). Monokryształ może zawierać w całej swej objętości niewielką liczbę defektów tejże struktury, a jego zewnętrzna forma nie musi odzwierciedlać struktury krystalicznej.
Proces uzyskiwania monokryształów nazywa się monokrystalizacją.
Wyróżnia się następujące metody otrzymywania monokryształów:
- przez powolne odparowanie rozpuszczalnika
- przez powolne ochładzanie roztworu
- przez powolną dyfuzję rozpuszczalników w fazie ciekłej
- przez powolną dyfuzję reagentów
- przez dyfuzję par
- przez sublimację-desublimację
- przez wyciągania ze stopionej substancji (metoda Czochralskiego)
- metoda flux-melt
- metoda wiszącej kropli
- metoda kropli typu sandwich
- metoda mikro-mostka
- metoda Bridgmana-Stockbargera (z substancji stopionych)
- metoda Verneuila
- metoda beztyglowa